# Vallecillo (Spagna)
Vallecillo è un comune spagnolo di 144 abitanti situato nella comunità autonoma di Castiglia e León.